# Associação de Basquete de Luzerna, Joaçaba e Herval d'Oeste
A Associação de Basquete de Luzerna, Joaçaba e Herval d'Oeste é uma equipe de basquetebol que representa sua região com sede na cidade de Joaçaba, Santa Catarina que disputa o Campeonato Catarinense de Basquete, competição organizada pela FCB.

## Arena
A equipe manda seus jogos no Centro de Eventos da UNOESC e possui capacidade para 1.200 espectadores.

## Desempenho por temporadas
| Temporada | Nível | Estadual    | Pos. | Pós Temporada     | TR   | PL  | Nacional | Nacional |
| --------- | ----- | ----------- | ---- | ----------------- | ---- | --- | -------- | -------- |
| 2016      | 1     | Catarinense | 6º   | Fase Semifinal    | 11-1 | 0-2 | –        | –        |
| 2017      | 1     | Catarinense | 4º   | Semifinais        | 5-3  | 2-2 | –        | –        |
| 2018      | 1     | Catarinense | 4º   | Oitavas de finais | 6-6  | 0-2 | –        | –        |